# Стенуф, Хеди
Хеди Стенуф (в замужестве Байрон) (нем. Hedy Stenuf; 18 июля 1922 года, Вена, Австрия — 7 ноября 2010 года, Холендейл, Флорида, США) — фигуристка из Австрии, выступавшая также за Францию и США, серебряный призёр чемпионата мира 1939 года, бронзовый призёр чемпионатов мира 1938 года в женском одиночном катании. Участница зимних Олимпийских игр в 1936 году.
Хеди Стенуф стала известна в 11-летнем возрасте после турне по США 1934 года вместе со знаменитым австрийским фигуристом Карлом Шефером. На следующий год она приняла участие в чемпионате мира, проходившем в её родном городе Вене и составила сильную конкуренцию действующей чемпионке Соне Хени. На Олимпиаде 1936 года она заняла шестое место. В 1936 и 1937 годах Хеди Стенуф выступала за Францию, а в 1938 и 1939 годах за США. Она выступала также и в парном катании, заняв в паре с Скиппи Бэкстером второе место на чемпионате США 1940 года.

## Спортивные достижения
| Соревнования/Сезоны     | 1935 | 1936 | 1937 | 1938 | 1939 | 1940 |
| ----------------------- | ---- | ---- | ---- | ---- | ---- | ---- |
| Зимние Олимпийские игры |      | 6    |      |      |      |      |
| Чемпионаты мира         | 4    |      | 4    | 3    | 2    |      |
| Чемпионаты Европы       | 7    | 6    | 4    |      |      |      |
| Чемпионаты Австрии      | 3    | 2    |      |      |      |      |
| Чемпионаты США          |      |      |      |      |      | 2    |

(в паре с Скиппи Бэкстером)
| Соревнования/Сезоны | 1940 |
| ------------------- | ---- |
| Чемпионаты США      | 2    |